# سلالة شين الحاكمة
سلالة شين الحاكمة ( بالصينية: 新朝)، وتُعرف أيضًا في المصادر التاريخية الصينية باسم شين مانغ (新莽)، كانت سلالة إمبراطورية صينية قصيرة العمر استمرت من سنة 9 حتى سنة 23 ميلادية. أسّسها وانغ مانغ، وهو من أقارب أسرة هان الحاكمة عبر المصاهرة، إذ اغتصب العرش من الإمبراطور بينغ من هان [الإنجليزية] وولي العهد الطفل ليو يينغ.
حكمت أسرة شين الصين لمدة 14 عامًا قبل أن تُطاح بها ثورات شعبية. وبعد مقتل وانغ مانغ، أُعيدت أسرة هان إلى الحكم على يد ليو شو، وهو من نسل الإمبراطور جينغ من هان من فرع بعيد. ولهذا السبب، تُعدّ أسرة شين في كثير من الأحيان فترة فاصلة (انقطاعًا) بين شطري أسرة هان، أي هان الغربية وهان الشرقية.

## الاشتقاق اللغوي
عادةً ما كانت السلالات الحاكمة في الصين تُسمّى نسبةً إلى الإقطاعية التي كان ينتمي إليها مؤسسها، وينسجم هذا التفسير مع منصب وانغ مانغ قبل اعتلائه العرش، حيث كان يحمل لقب ماركيز شين (侯新).
في عام 1950، اقترح الباحث سي. بي. سارجنت أن اسم السلالة "شين" (新) ينبغي أن يُفهم على أنه يعني "الجديدة"، وهو ما رفضه جي. جي. إل. دويفينداك [الإنجليزية] رفضًا قاطعًا. أما تشونسي إس. غودريتش، فقد رأى أنه من الممكن إعطاء الكلمة "شين" قراءة دلالية، لكنه أشار إلى أنه من الأنسب فهمها بمعنى "المتجددة" أو "التجديد"، لا بمجرد معنى "جديدة.

## تاريخ
بعد وفاة الإمبراطوروو من هان [الإنجليزية]، أصبحت أسرة ليو الحاكمة تعاني بشكل متزايد من الصراعات الفئوية، مما أدى إلى تراجع نفوذ العشيرة الإمبراطورية تدريجيًا. وعلى النقيض من ذلك، ازدادت قوة عائلة وانغ خلال فترة حكم الإمبراطور تشنغ من هان، واستغل أحد أبرز أفرادها، وانغ مانغ، نفوذه ليتولى الوصاية على عدد من الأباطرة القُصَّر الذين كانوا مجرد دمى شكلية في الحكم.
وعلى خلاف أفراد عائلته الذين اكتفوا بالتأثير على الأباطرة دون التطلع إلى الحكم المباشر، كان وانغ مانغ يطمح إلى ما هو أبعد. فقد شرع في تنفيذ برنامج للبناء والتعليم، وروّج لنفسه من خلال حملات دعائية مكثفة. وقدّم نفسه علنًا على أنه نصير الفضائل الكونفوشية والقوة الموجهة للإمبراطورية. وبعد وفاة الإمبراطور بينغ من هان سنة 6 ميلادية، أحكم وانغ مانغ قبضته على السلطة. وقد قضي على ثورات ضد حكمه الفعلي في عامي 6 و7 ميلادية.
وبعد عامين، اغتصب وانغ العرش رسميًا وأعلن قيام أسرة شين (新)، والتي تعني حرفيًا "السلالة الجديدة". ورغم أنه لم يحظَ بدعم كبير من الطبقة السياسية في الإمبراطورية، إلا أن صعوده إلى الحكم قوبل بالتسامح عمومًا، بسبب فقدان أسرة هان لهيبتها ومكانتها. ومع ذلك، ظل جزء كبير من البيروقراطية القديمة والنبلاء مواليًا لأسرة هان، لكنهم لم يعلنوا معارضتهم العلنية لنظام شين الجديد.
في المقابل، تدهورت العلاقات بسرعة مع اتحاد شيونغنو القبلي الرحل، الذين خططوا للتدخل في الصين نحو عام 10 أو 11 ميلادية. وردّ وانغ مانغ بتعبئة 300,000 جندي على الحدود الشمالية، ونجح في منع الغزو. وقد أدى استمرار النزاع مع اتحاد الشمال إلى قيام وانغ بإنشاء حكومة شيونغنو موازية في عام 19 ميلادية، مع إبقاء جيش كبير مرابطًا على الحدود، مما استنزف موارد الدولة وأضعف قبضتها على بقية أقاليم الإمبراطورية.
وقد بادر الإمبراطور الجديد إلى تنفيذ إصلاحات سياسية واجتماعية جذرية، هدفت إلى تقوية الحكومة المركزية، وإنعاش الاقتصاد المتعثر، وتقليص نفوذ العائلات النبيلة القوية، وتحسين معيشة الفلاحين. وحققت هذه الإصلاحات بعض النجاحات الأولية، مما منح أسرة شين دفعة مهمة من الشرعية السياسية. وفي الوقت نفسه، أضعفت هذه الإصلاحات العائلة الإمبراطورية السابقة، إذ إن معظم الموارد التي أعيد توزيعها كانت مملوكة لعائلة ليو.
علاوة على ذلك، دعم وانغ التعليم المستند إلى الكونفوشية، واتخذ من دوق زو نموذجًا للحاكم المثالي. ومع ذلك، غالبًا ما تجاهلت البيروقراطية القديمة سياساته، إذ كانت تنظر بعين الريبة إلى إصلاحاته الجذرية. في المقابل، لاقت هذه الإصلاحات بعض القبول في أوساط الفلاحين داخل الإمبراطورية.
بعد وقت قصير من تأسيسها، تعرض نظام وانغ مانغ للاضطراب بسبب عدة كوارث طبيعية، من بينها تغيّر مجرى نهر هوانغخه (النهر الأصفر)، ما أدى إلى فيضانات مدمرة. كما أدت أسراب الجراد إلى تفاقم الوضع، وانتشرت المجاعات في أرجاء واسعة. فشلت السياسات الاقتصادية لأسرة شين في معالجة هذه الأزمة المتفاقمة، وسرعان ما فقد وانغ مانغ الدعم الذي كان يحظى به من الفلاحين الذين صاروا يكافحون من أجل البقاء.
اتجه الفلاحون اليائسون في المناطق الشرقية من الإمبراطورية إلى قطع الطرق واللصوصية، وسرعان ما نمت هذه العصابات لتضم عشرات الآلاف بحلول عشرينيات القرن الأول الميلادي. وأعادت أقوى هذه الفصائل، المنتشرة على طول النهر الأصفر، تنظيم صفوفها لتشكّل جيوشًا متمردة عُرفت باسم "الحواجب الحمراء". وتَحالَف هؤلاء المتمردون مع نبلاء ساخطين وأفراد من سلالة ليو الإمبراطورية السابقة، مما أدى إلى نشوب حرب أهلية واسعة النطاق بحلول عام 19 ميلادية.
واضطر وانغ مانغ إلى سحب قواته من مناطق أخرى لمواجهة الحواجب الحمراء، ونتيجة لذلك، اجتاح اتحاد شيونغنو محافظة المناطق الغربية. كما اندلعت ثورات أصغر في أنحاء متفرقة من الصين؛ منها قوات عُرفت باسم "جنود اليانغتسي السفلي" التي كانت تنشط على ضفاف هذا النهر، فيما ظهرت جماعتان متمردتان في مقاطعة هوبي، قام موالون لأسرة هان بتجنيدهم. وقد قادهم ليو بوشنغ، واشتهروا باسم "لولين".
ومع اتساع رقعة الحرب الأهلية في أنحاء إمبراطورية شين، بذلت جيوش وانغ الموالية له جهودًا كبيرة في محاولة لاحتواء التمردات. وقد حققت بعض الانتصارات، لكنها تعرضت لهزيمة ساحقة على يد قوات هان الساعية لاستعادة العرش في معركة كون يانغ بين يونيو ويوليو من عام 23 ميلادية. وعندما بلغ نبأ الهزيمة العاصمة، اقتحم مقاتلو الميليشيات غير النظامية بقيادة تشوانغ بن وتشوانغ تشون مدينة تشانغآن في أكتوبر من العام نفسه، ونهبوا العاصمة وقتلوا وانغ مانغ.
بعد ذلك، خاضت الفصائل المتمردة حروبًا فيما بينها من أجل السيطرة الكاملة على الإمبراطورية. وفي عام 25 ميلادية، تُوّج ليو شو إمبراطورًا تحت اسم غوانغو من هان في لويانغ. وتمكن من هزيمة الحواجب الحمراء سنة 27 ميلادية، كما قضى على مدّعين آخرين للعرش وأنهى أنظمة انفصالية، منها دولة تشاو بقيادة وانغ لانغ، وإمبراطورية تشنغجيا بقيادة غونغسون شو، وسيد الحرب وي آو في الشمال الغربي. وبحلول عام 37 ميلادية، تم استعادة أسرة هان بالكامل.